# 694 (szám)
A 694 (római számmal: DCXCIV) egy természetes szám, félprím, a 2 és a 347 szorzata.

## A szám a matematikában
A tízes számrendszerbeli 694-es a kettes számrendszerben 1010110110, a nyolcas számrendszerben 1266, a tizenhatos számrendszerben 2B6 alakban írható fel.
A 694 páros szám, összetett szám, azon belül félprím, kanonikus alakban a 21 · 3471 szorzattal, normálalakban a 6,94 · 102 szorzattal írható fel. Négy osztója van a természetes számok halmazán, ezek növekvő sorrendben: 1, 2, 347 és 694.
A 694 négyzete 481 636, köbe 334 255 384, négyzetgyöke 26,34388, köbgyöke 8,85360, reciproka 0,0014409. A 694 egység sugarú kör kerülete 4360,53060 egység, területe 1 513 104,119 területegység; a 694 egység sugarú gömb térfogata 1 400 125 678,4 térfogategység.